# Héritage (Stargate)
Pour les articles homonymes, voir Héritage.
Héritage est le quatrième épisode de la saison 3 de Stargate SG-1.

## Résumé
SG-1 arrive sur une planète et découvre neuf Goa'ulds morts : les Linvris. Daniel sent quelque chose de bizarre mais SG-1 rentre sur Terre.
De retour à la base Daniel entend une voix. Lors du débriefing, le docteur Fraiser explique qu’elle ne peut déterminer la cause de la mort. Il est également impossible de déterminer qui a les a tués.
SG-1 revient par la porte et Daniel a maintenant des visions des cadavres Goa'ulds au lieu de l’équipe.
De retour dans son bureau, il voit un vortex de porte des étoiles et entend une voix puis dans son délire a un malaise.
À son réveil à l’infirmerie, il explique à O’Neill ses visions de Goa'uld morts.
Le Colonel rejoint le Dr MacKenzie, le Général et le reste de SG-1 en réunion. MacKenzie pense que Daniel souffre d'un mal lié à la porte des étoiles, pouvant se transformer en schizophrénie. Les missions par la porte sont dorénavant limitées.
Lors d’une partie d’échecs avec Jack, Daniel entend à nouveau le bruit d’activation d’une porte des étoiles, puis voit une larve Goa'uld ramper sur le colonel avant de s’évanouir.
Il est emmené dans un hôpital psychiatrique, le reste de SG-1 lui rend visite dans sa cellule et réexplique qu’il voit les neuf Goa'uld. Puis commence à devenir violent. Les infirmiers arrivent, Daniel dit qu’il a vu quelque chose rentré dans Teal'c et prononce un mot avant de s’endormir sous l’effet des tranquillisants : « Ma'chello »
De retour au SGC, la larve de Teal’c est en train de mourir. À l’hôpital, Daniel explique ce qu’il pense au docteur : il sait que Teal’c est malade et demande à voir O’Neill si ce qu’il pense est vrai.
Finalement relâché, c’est une invention de Ma’chello qui aurait mis au point la maladie de Teal’c.
Lors d’une recherche sur la banque de données du SGC des précédentes missions, l’équipe découvre des objets pouvant être à l’origine de la maladie.
Des larves sont découvertes dans ces objets et sortent du caisson puis infectent le docteur Fraiser, Samantha et O’Neill.
Samantha ne ressent pas les effets et les quatre larves qui l’avaient infectée sortent mortes. La protéine laissée dans son corps par le Goa’uld Jolinar l’a protégée.
Carter réussit sous les indications du docteur Fraiser à créer un sérum avec son sang à l’aide d’une centrifugeuse. Puis l’injecte à tous ceux qui sont contaminés et les guérit ainsi.

## Distribution
- Richard Dean Anderson : Jack O'Neill
- Amanda Tapping : Samantha Carter
- Christopher Judge : Teal'c
- Michael Shanks : Daniel Jackson / Ma'chello
- Don S. Davis : George Hammond
- Kevin McNulty: Dr Warner
- Eric Schneider : Dr MacKenzie
- Teryl Rothery : Dr Janet Fraiser